# Kozłowka
Kozłowka – miasto w Rosji, w Czuwaszji, 95 km na południowy wschód od Czeboksar, nad Wołgą. W 2009 liczyło 11 485 mieszkańców.